# Шпаківка (станція)
Шпаківка — проміжна залізнична станція 4-го класу Харківської дирекції Південної залізниці на двоколійній електрифікованій лінії Шпаківка — Основа та одноколійній електрифікованій Шпаківка — Мерефа між станціями Куряж, Пересічна та Буди. Розташована в селищі Солоницівка Харківського району Харківської області. 

## Історичні відомості
Станція Шпаківка відкрита у 1926 році, як роз'їзд 215-ї версти. Сучасна назва станції — з 1927 року. Назва походить від хутору Шпаків, який знаходився безпосередньо на околицях. До будівництва роз'їзду в даному районі з 1922 року розташовувалася Платформа 216-ї версти, на якій зупинялися робочі поїзди сполученням Харків — Золочів. 

## Пасажирське сполучення
На станції Шпаківка зупиняються приміські поїзди сполученням Харків — Золочів. Приміські поїзди прибувають до Харкова на станції Харків-Пасажирський, Харків-Левада та Харків-Слобідський.